# Too young to die (Jamiroquai)
Too young to die is de tweede single van Jamiroquai. Het werd in 1993 uitgebracht en is afkomstig van zijn debuutalbum Emergency on planet Earth. Er zijn diverse versies van deze single verschenen. Ze bevatten alle verschillende varianten van het nummer. Het origineel is daarbij langer dan 10 minuten. De albumversie is “gekrompen” tot rond de 6 minuten, net als de instrumentale versie. De singleversie is rond de 3 minuten.
De hoes laat het “merkteken” van Jamiroquai zien, de Buffalo Man, verscholen achter een blauw raster. Dat raster is onderbroken door een banner met daarin een portret van een baby, een paddenstoelwolk en een doorgehaald Swastikateken.

## Hitnotering
In het Verenigd Koninkrijk stond het plaatje zeven weken genoteerd met als hoogste positie nr. 10. Jamiroqai kreeg geen voet op Amerikaanse bodem.

### Nederlandse Top 40
Hier haalde de single de negende plaats in de tipparade.

### NederlandseMega Top 50
| Positie: | 48 | 41 | 43 | uit |

### NPO Radio 2 Top 2000
Too Young to Die stond alleen in 2013 in de NPO Radio 2 Top 2000, op plek 1923.